# Gressoney-Saint-Jean
Gressoney-Saint-Jean (alemany Greschôney Sankt Johann) és un municipi italià, situat a la regió de Vall d'Aosta. L'any 2007 tenia 815 habitants. És un dels municipis on hi viu la minoria walser, de parla alemanya. Limita amb els municipis d'Ayas, Brusson, Gaby, Gressoney-La-Trinité, Rassa (VC) i Riva Valdobbia (VC)

## Geografia física
Es troba als peus del Monte Rosa, a la Vall del Lys. Forma part de la Comunitat Muntanyenca Walser Alta Vall del Lys (Walsergemeinschaft Oberlystal). Al territori comunal hi ha l'estació meteorològica de Gressoney-Saint-Jean. Les principals alçàries són el Castore (4226m) els Lyskamm (occidental, 4481 m i oriental, 4527 m) i la Piràmide Vincent (4215 m)

## Administració
| Període | Identitat | Partit        |
| ------- | --------- | ------------- |
| 2005-   | Aldo Comé | Llista Cívica |

## Esports
EL 20 de juny de 1995 fou final de la 20a etapa del Giro d'Itàlia 1995, que va guanyar l'ucraïnès Serguei Outstxakov.

## Galeria d'imatges

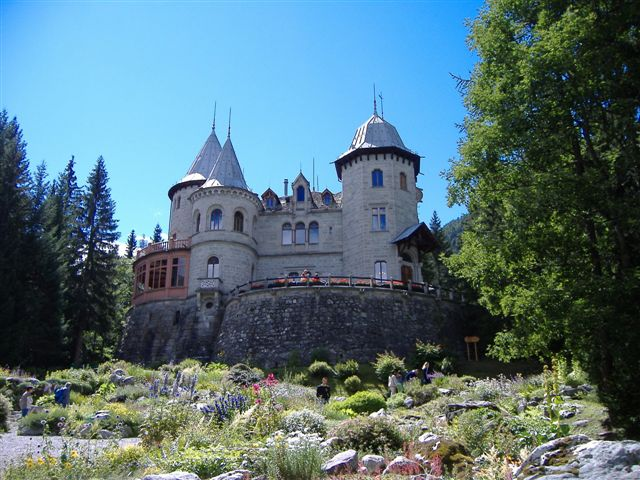
El Castell de Savoia
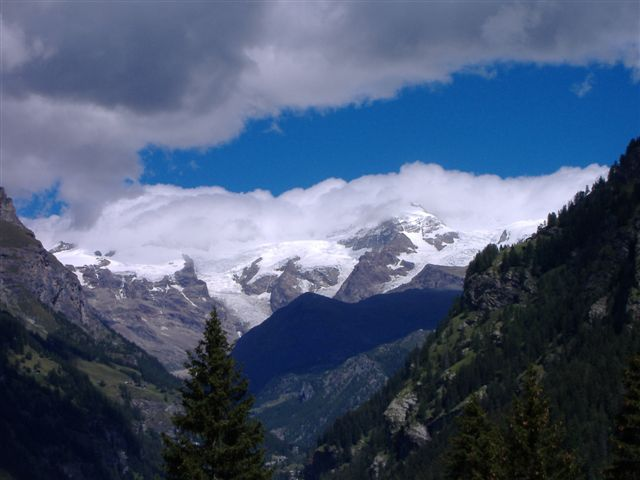
Il Monte Rosa vist des del castell
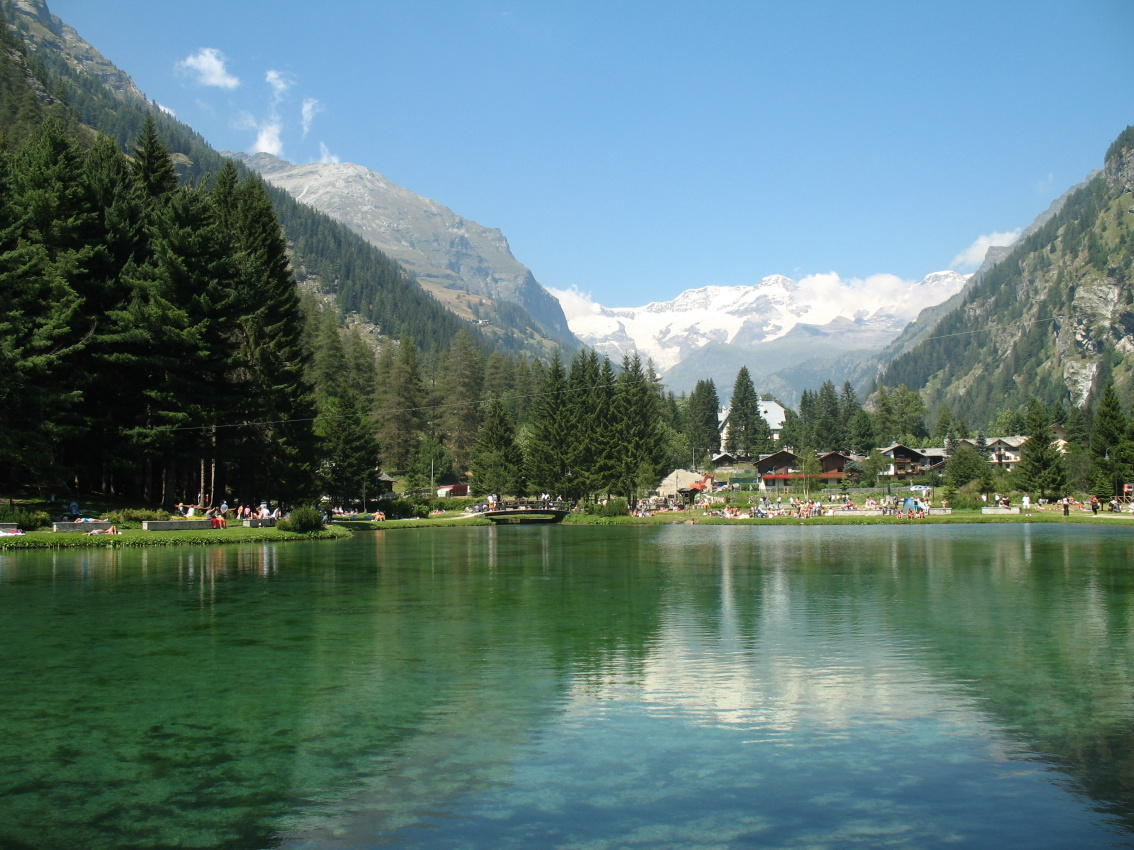
Llac al centre del país
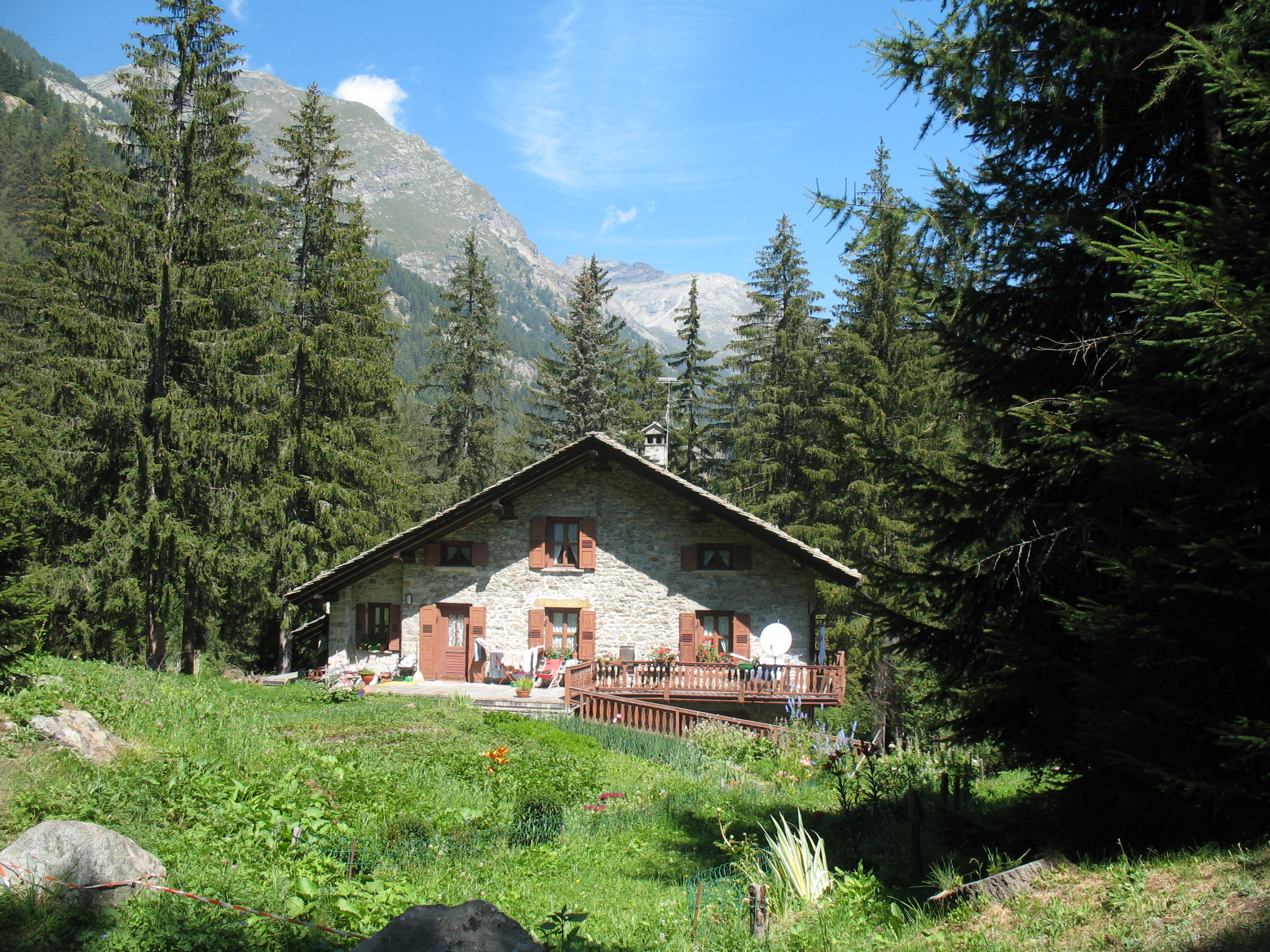
Casa d'estil walser
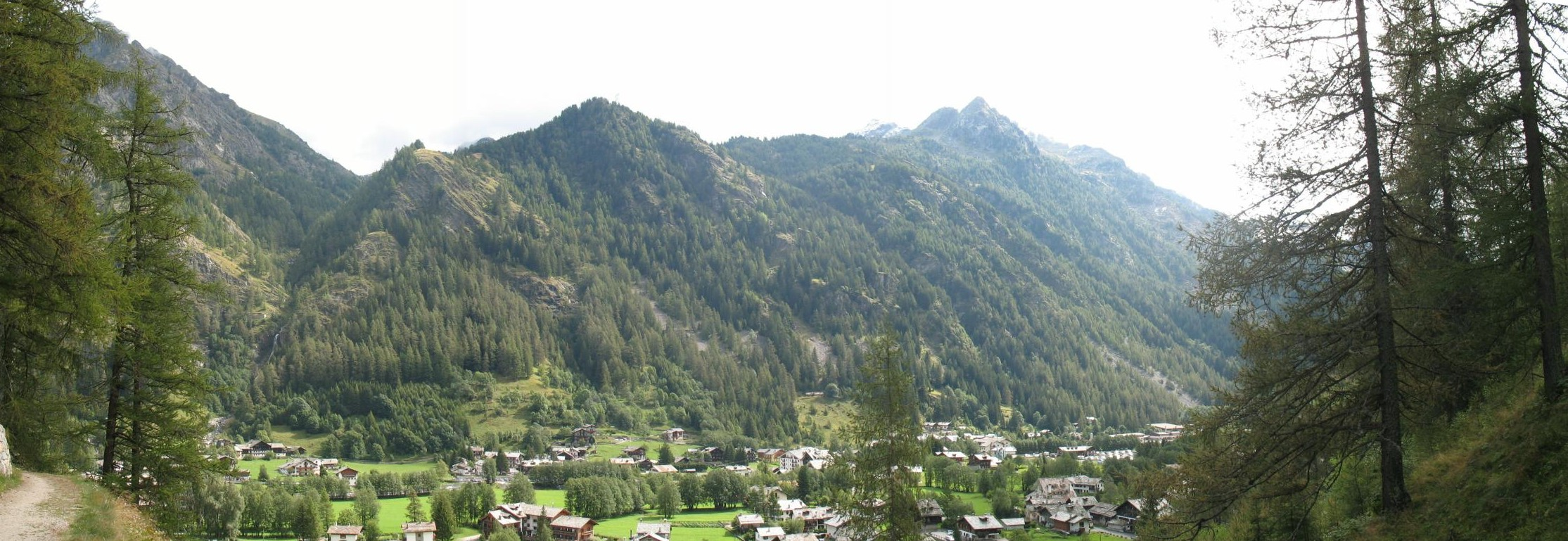
Panorama de Gressoney Saint Jean

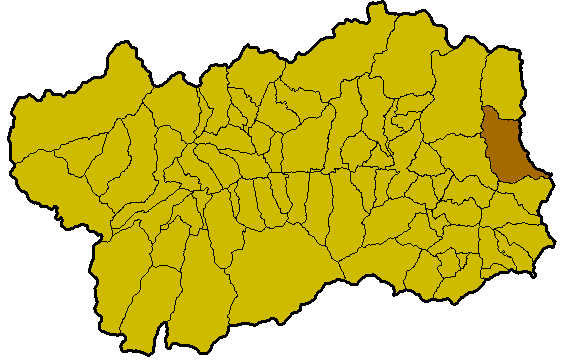
Situació de Gressoney-Saint-Jean a la Vall